# Institut de relations internationales et stratégiques
Pour les articles homonymes, voir IRIS.
Ne doit pas être confondu avec Institut français des relations internationales.
L’Institut de relations internationales et stratégiques (IRIS), est un think tank français créé en 1991, travaillant sur les thématiques géopolitiques et stratégiques.
Il est dirigé par son fondateur, Pascal Boniface. Son conseil d'administration est présidé par Michel-Édouard Leclerc depuis 2023.
L'IRIS a été critiquée pour ses relations avec la Chine, ayant notamment coorganisé avec ce pays trois conférences entre 2017 et 2019 sur les nouvelles routes de la soie, et contribuant ainsi, selon l'IRSEM, à une opération d'influence chinoise.

## Présentation
L'IRIS est créé en 1991 par Pascal Boniface sous le statut association loi de 1901.
En 2009, un rapport de Geoffrey Geuens estime que l'IRIS est financé pour un tiers par des contrats passés avec le ministère des Armées, un tiers par les frais de scolarité de ses étudiants et un tiers par des cotisations d'entreprises et organismes privés.
En novembre 2014, après que l'organisme que l'IRIS a été cité dans une enquête publiées par Libération au sujet du réseau d'influence russe, Pascal Boniface refuse au quotidien la publication de l'interview qu'il leur avait accordée, concernant notamment le financement de l'IRIS.
Entre 2018 et 2022, l'IRIS est cité comme faisant partie des trois principaux think tanks géopolitiques français, avec l'Institut français des relations internationales (IFRI) et la Fondation pour la recherche stratégique (FRS),,.
L’IRIS est classé au 29e rang mondial dans la catégorie « Meilleur think tank sur les questions de politique étrangère et les enjeux internationaux » (sur 11 175) et au 17e rang dans la catégorie « Meilleur think tank sur les questions de défense et de sécurité nationales » du Global Go-To Think Tanks 2020 de l'université de Pennsylvanie.

## Objectifs
L'institut a trois objectifs : faire de la recherche sur les questions stratégiques et participer aux débats sur ce thème, être un centre d'expertise indépendant en contact continu avec l'actualité, être un lieu de dialogue pour ce qui est communément appelé la « communauté stratégique ». Ainsi des personnalités diverses prêtent leur expertise à des fins pédagogiques, faisant notamment de la vulgarisation de l’actualité internationale pour l’opinion publique : des universitaires, mais aussi des militaires, des industriels, des responsables politiques, des hauts fonctionnaires.

## Activités

### Publications, études, événements
En 2009, l'institut publie chaque trimestre la Revue internationale et stratégique et une fois par an L’Année stratégique. Par ailleurs, l’IRIS réalise des études visant à aider à la prise de décision d’entreprises ou d’organismes publics.
Entre 2017 et 2022, l'IRIS organise une rencontre d'experts intitulée « Les Internationales de Dijon », qui vise à rendre accessibles au public les débats géopolitiques. En 2017, le thème porte sur la démocratie et les droits de l'homme de par le monde, et en 2018 sur les relations internationales entre la Russie, la Chine, l'Europe et les États-Unis,.

### Enseignement professionnel: IRIS Sup'
En 2002, l'IRIS crée IRIS Sup, un établissement privé d'enseignement supérieur technique, enregistré auprès du rectorat de Paris, qui a pour vocation de former les étudiants à différents métiers dans un contexte international. L'école dispense des diplômes reconnus par l'État,.

## Administration
Le conseil d'administration était présidé par Alain Richard, ancien ministre de la Défense jusqu'en 2023. Michel-Édouard Leclerc prend sa place en juillet 2023, et Roselyne Bachelot, ancienne ministre, et Marc-Antoine Jamet, secrétaire général de LVMH, sont nommés vice-présidents. Trois nouveaux membres intègrent le conseil d'administration, nommés pour trois ans : Bertrand Badré, ancien directeur financier de la Banque mondiale, Amina Sabeur, directrice générale de la French-American Foundation-France ; et la députée européenne Marie-Pierre Vedrenne.
En 2009, le conseil d’administration était composé de Pascal Boniface, Renaud Donnedieu de Vabres, Hubert Védrine, François Scheer, Michel Barnier, Alain Bauer, Paul Boury, Stéphane Fouks, Marc-Antoine Jamet, Bariza Khiari, Alain Marsaud, Yazid Sabeg, Philippe Séguin, Lilian Thuram (Haut Conseil à l’Intégration), Manuel Valls, Denis Verret, Bernard de La Villardière et Francis Wurtz.

## Mise en cause concernant les relations avec la Chine
En 2021, l'Institut de recherche stratégique de l'École militaire, sous la signature de Paul Charon et de son directeur Jean-Baptiste Jeangène Vilmer, mentionne l'IRIS comme faisant partie des organismes qui « contribuent de facto aux opérations d’influence chinoise en France ». Les deux chercheurs évoquent notamment à ce sujet trois colloques organisés conjointement par l'IRIS et l'ambassade de Chine en France sur les routes de la Soie. Ils précisent par ailleurs que l'IRIS publie des « notes moins favorables à la Chine ».
Concernant les conférences annuelles organisées entre 2017 et 2019 avec la Chine, La Lettre A estime que la première édition « a pris des allures d’opération de lobbying » au profit de la nouvelle route de la soie et que les intervenants étaient, de façon très majoritaire, de « fervents partisans » d'un ralliement de la France à ce projet. Libération indique que plusieurs chercheurs ont estimé que les intervenants étaient « dociles ». Et les chercheurs ont questionné une éventuelle « mise sous influence par Pékin » de l'IRIS. Le directeur de l'IRIS dément fermement, affirmant que les débats étaient « contradictoires » et « ouvert à tous ». Toutefois le directeur affirme à Libération ne pouvoir imaginer la poursuite d'un tel partenariat. Il indique notamment que l'IRIS a « soutenu publiquement » Antoine Bondaz, le chercheur insulté par l'ambassade de Chine,. Par ailleurs, Pascal Boniface et l'équipe des chercheurs permanents de l'IRIS se sont défendus dans un communiqué des accusations, affirmant notamment avoir organisé également des évènements avec d'autres ambassades dont l'ambassade américaine.
Dans leur rapport, Paul Charon et Jean-Baptiste Jeangène Vilmer indiquent que Pascal Boniface et Barthélemy Courmont, directeur de recherche à l’IRIS, ont participé aussi « à des événements organisés par ou avec l’ambassade de Chine ou des agences du Parti », mais que les deux hommes peuvent aussi être critiques de Pékin et ne défendent pas le modèle chinois.

## Relations avec la Russie
Via l'IRIS, son fondateur, Pascal Boniface, organise des événements et conférences avec le Dialogue franco-russe et ses responsables, Thierry Mariani et Vladimir Iakounine. Les deux organismes participent également à des colloques et événements communs, dont le Club de discussion de Valdaï, forum international russe rattaché à un think tank proche du Kremlin,,.
En 2014, après l'annexion de la Crimée par la Russie, Libération dresse une liste de quatre universitaires français complaisants avec la Russie de Vladimir Poutine, parmi lesquels se trouve Philippe Migault, membre de l'IRIS et décrit comme « un ardent défenseur des partenariats industriels franco-russes, notamment dans l'armement ». Le journal ajoute que « même des instituts de recherche bien établis en France comme l'Institut de relations internationales et stratégiques (...), sont parfois sensibles aux sirènes russes… du fait des financements privés dont ils dépendent ».

## Internationales de Dijon de 2024
Le 21 octobre 2024, le maire de Dijon François Rebsamen annonce l'annulation des Internationales de Dijon, événement organisé chaque année en partenariat avec l'IRIS, et suspend sa collaboration avec cet institut,.
Ceci fait suite à des propos de Pascal Boniface disant s'interroger sur le fait que le maire de Saint-Ouen-sur-Seine, Karim Bouamrane, serait « instrumentalisé façon un muslim d'apparence qui ne critique pas Netanyahu et donc bénéficie d'une grosse promo médiatique »,. Outre la réaction du maire de Saint-Ouen, le directeur de l'IRIS s'attire des condamnations de personnalités divers bords politiques, parmi lesquelles Olivier Faure, Benjamin Haddad, Claude Bartolone et Stéphane Troussel,.
La veille, le directeur de l'IRIS avait également interpellé l'élue socialiste Lamia el Aaraje au sujet de sa « position sur les conflits du Proche-Orient » et sur « la poursuite des bombardements sur Gaza ». Soulignant que Pascal Boniface l'interpelle sur la base d'une publication n'ayant aucun rapport avec le conflit israélo-palestinien, Lamia el Aaraje demande « l’aurait-il fait si je m’étais appelée Colette Durand ? »,.

## Publications
- La Revue internationale et stratégique  (ISSN 1287-1672)[30]
- L'Année stratégique  (ISBN 978-2-200-63211-3)
- La collection « Enjeux stratégiques »[31]
- Le Déméter[32]